# Conine
La conine (ou coniine ; conicine ; cicutine), du grec kônion (cigüe), est un alcaloïde, dérivé de la pipéridine, existant en deux stéréoisomères : la (S)-coniine (CAS 458-88-8), l'isomère naturel présent dans la ciguë, et la (R)-conine (CAS 5985-99-9). 
La conine est un poison neurotoxique.

## Histoire
L'une des premières et plus célèbres victimes connues de la conine est le philosophe Socrate, contraint à se suicider par ingestion d'une solution à base de grande ciguë. Le roi Mithridate VI aurait quant à lui cherché à s'immuniser contre les effets de la ciguë, et donc de la conine.
La conine a été isolée la première fois comme une base libre de la Grande Ciguë (Conium maculatum) en 1827 par Giesecke. Son étude fut poursuivie par M. Geiger et M. Ortigosa. Elle fut synthétisée pour la première fois par le chimiste allemand Albert Ladenburg en 1886, par la réaction de condensation de Knoevenagel. C'est le premier alcaloïde à avoir été ainsi synthétisé.
Elle a été administrée en cas de dyspnée cardiaque.

### Usage fictionnel
Dans son roman Cinq petits cochons (1942) la romancière Agatha Christie décrit un meurtre à la conine inspiré par l'exécution de Socrate.

## Propriétés
La conine se présente sous la forme d'un liquide brun clair, huileux, à l'odeur proche de l'urine de souris ou de chat, surtout quand on froisse la plante. Elle est relativement peu soluble dans l'eau (10 mL pour un litre d'eau), mais est soluble dans l'éthanol et l'éther.
C'est un alcaloïde ganglioplégique (inhibiteur des ganglions sympathiques et parasympathiques) qui provoque une paralysie respiratoire.

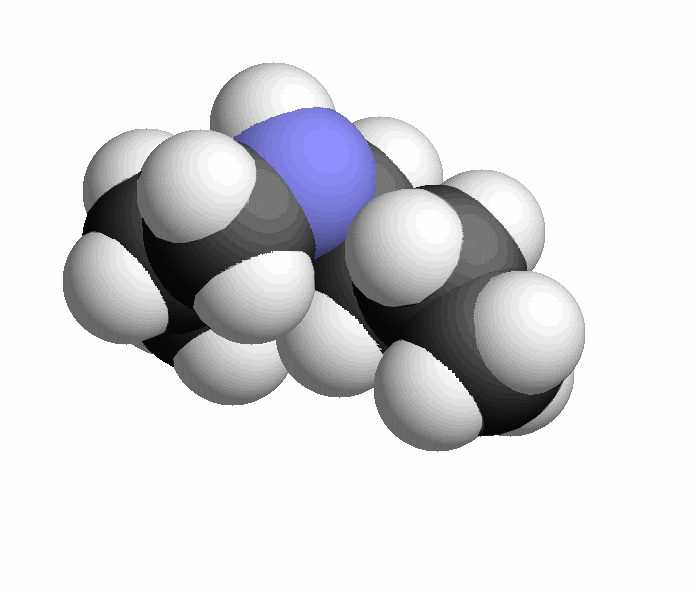
Représentation 3D de la conine
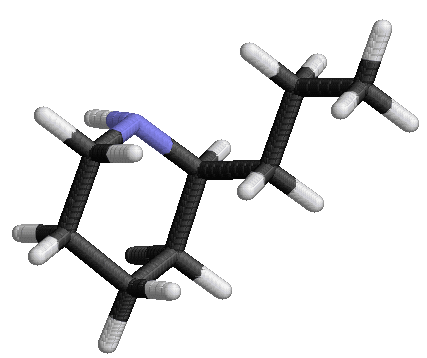
Représentation en bâtonnets 3D de la conine

## Occurrence
La conine est  naturellement présente dans la grande cigüe, mais aussi dans la petite ciguë  et la sarracenia flava. Toutes les parties de ces plantes contiennent de la conine, mais elle est réellement concentrée dans leurs graines.

## Synthèse
De l'iodure de méthylpyridinium est chauffé à 300 °C pour obtenir de la 2-méthylpyridine. Cette dernière est mise à réagir avec de l'éthanal (acétaldéhyde) en présence de base, pour former la 2-propénylpyridine par condensation de Knoevenagel. Celle-ci subit une hydrogénation catalytique pour former la conine.
Il s'agit de la synthèse historique de Ladenburg.

## Biosynthèse
La conine fait partie, avec la n-méthylconine, la conhydrine, la pseudoconhydrine, et la gamma-conicéïne des alcaloïdes du conium, tous présents dans la grande ciguë. Ces dérivés de la pipéridine sont synthétisés par la plante par additions d'unités C2 sur l'acide 3,5,7-trioxooctanoïque, qui est ensuite réduit puis subit une transamination cyclique qui le transforme en γ-conicéïne. À partir de ce produit, la plante peut synthétiser tous les alcaloïdes du conium (une première hypothèse de biosynthèse à partir de la lysine a été rejetée).